# Kärrsnäppa
Kärrsnäppa (Calidris alpina) är en vadare som tillhör familjen snäppor. Den är en flyttfågel med cirkumpolär utbredning på norra halvklotet och brukar delas in i nio underarter. I dess häcknings- och övervintringsområden är den en av de vanligaste och mest kända småvadarna.

## Utseende och läte

### Utseende

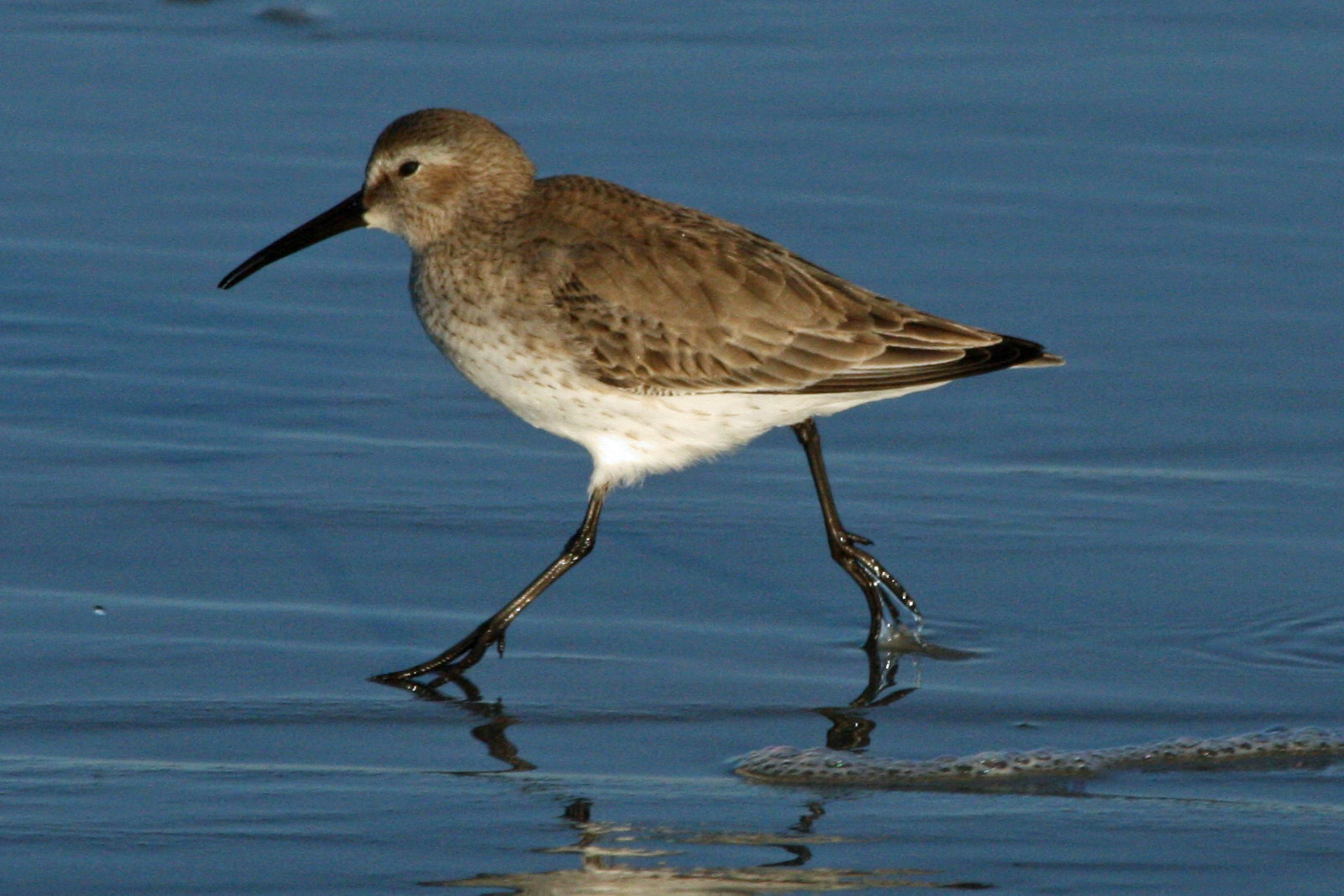
Individ i vinterdräkt, i januari i North Carolina, USA.

Kärrsnäppan är 17–21 centimeter lång och har ett vingspann på 32–36 centimeter. Den är alltså stor som en stare, men knubbigare och med längre näbb. I sommardräkt har den rödbrun ovansida, svartstreckat bröst mot vit botten, typiskt svart fält på buken och i övrigt ljus undersida. I vinterdräkt har den rätt enfärgat brungrå ovansida, med ett ljusgrått bröstband som kontrasterar mot det vita bröstet och buken. Juvenilerna är gulbruna på översidan med två vitaktiga "V"-former på ryggen. De har vanligen svarta fläckar på sidorna eller buken. Benen och den något nedåtböjda näbben är svarta. De olika underarterna skiljer sig främst i mängden rödbrun färgning i sommardräkten, mängden svart på buken och näbbens längd och böjning. Näbbens längd varierar även mellan könen: honorna har längre näbbar än hanarna.

### Läte
Kärrsnäppans sång utförs i spelflykt, med pressade och stigande toner "rryi-rryi-rryi..." som övergår i en avstannande och fallande drill. Locklätet är ett surrande "krrrry". Från flockar hörs även korta och ljusa "plipp-ipp-ipp".

## Utbredning och systematik
Kärrsnäppan häckar cirkumpolärt i arktiska och subarktiska områden. De fåglar som häckar i norra Europa och Asien är långtflyttande flyttfåglar som övervintrar huvudsakligen i Afrika, Sydeuropa och sydöstra Asien. De fåglar som häckar i Alaska och norra Kanada flyttar till Stilla havets och Atlantens kuster i Nordamerika.

### Underarter

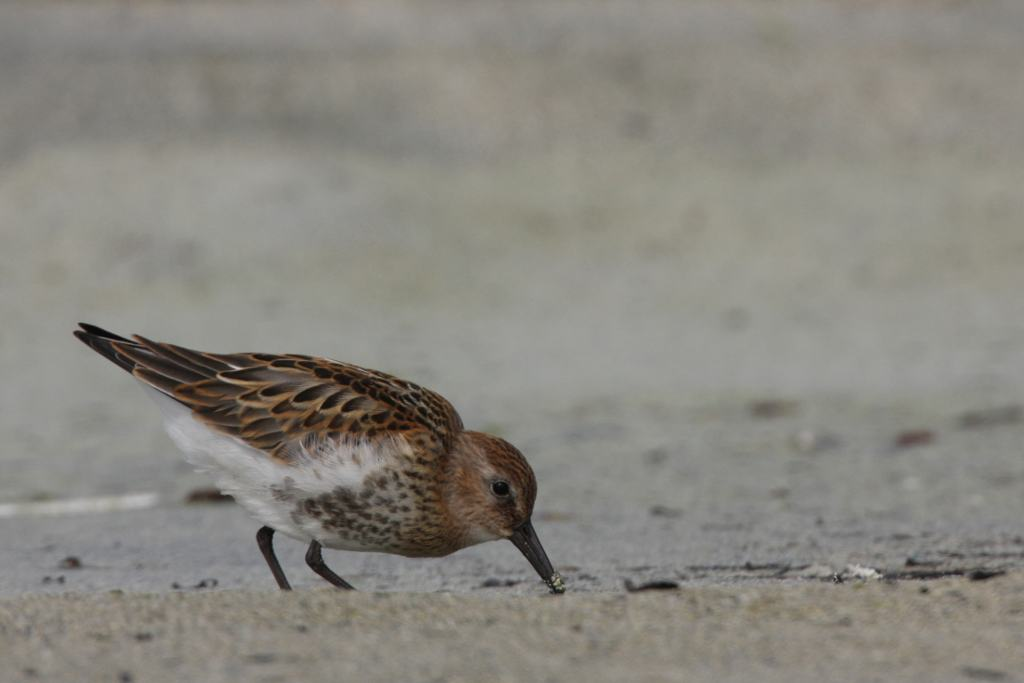
Juvenil i juli.

Kärrsnäppan delas ofta upp i nio, men ibland tio eller elva underarter. Följande lista följer eBird/Clements lista från 2022:
- pacifica/arcticola-gruppen
  - Calidris alpina arcticola (Todd, 1953) – häckar i nordvästra Alaska och nordvästra Kanada. Övervintrar i östra Kina, Korea och Japan.
  - Calidris alpina pacifica (Coues, 1861) – häckar i sydvästra Alaska. Övervintrar i västra USA och västra Mexiko.
- Calidris alpina hudsonia  (Todd, 1953) – häckar i de centrala delarna av Kanada. Övervintrar i sydöstra USA och östra Mexiko.
- Calidris alpina arctica (Shiöler, 1922) – häckar på nordöstra Grönland. Övervintrar främst i nordvästra Afrika. Underarten kallas ibland "grönländsk kärrsnäppa".
- sydlig kärrsnäppa[6] Calidris alpina schinzii (Brehm, C L, 1822) – häckar på Grönland, Island, i västra Europa, i Baltikum och i södra Skandinavien. Den övervintrar i nordvästra Afrika och på västra Iberiska halvön.
- nordlig kärrsnäppa[7] Calidris alpina alpina – nominatformen häckar i norra Europa och i Skandinaviens fjällkedja. Den övervintrar runt medelhavet och i Indien.
- sakhalina-gruppen
  - Calidris alpina sakhalina (Viellot, 1816) – häckar i nordöstra Ryssland till Tjuktjerhalvön. Övervintrar i Kina, Japan och Taiwan.
  - Calidris alpina actites (Nechaev & Tomkovich, 1988) synonym med litoralis[8] – häckar på de norra delarna av ön Sachalin. Övervintringsområden okända.
  - Calidris alpina kistchinskii (Tomkovich, 1986) – häckar kring de nordvästra kusterna av Ochotska havet i Kamtjatka och på den nordliga öarna av Kurilerna. Övervintringsområden okända.

Det förs diskussioner huruvida hudsonia bör behandlas som god art. Utöver detta beskriver man sydlig kärrsnäppa (schinzii) utifrån den "isländska -" kontra den "baltiska populationen" och vissa diskussioner förs om att eventuellt återupprätta C. a. islandica (Shiöler, 1922), då bestånden skiljer sig åt inte bara genom att de är geografiskt åtskilda och att de har olika övervintringsområden utan även för att det både finns genetiska och morfologiska skillnader (framförallt vinglängd). Populationen som häckar i norra delarna av centrala Ryssland beskrevs som Calidris alpina centralis av Buturlin, 1932. Populationen har länge ansetts vara en övergångsform mellan alpina och sakhalina men vissa auktoriteter behandlar den idag som en underart.

### Förekomst i Sverige
I Sverige häckar nordlig kärrsnäppa (C. a. alpina) i fjällen i nordvästra delen av landet, och sydlig kärrsnäppa (C. a. schinzii) vid kusterna i södra delen av landet, särskilt i Skåne och på Öland.

## Ekologi

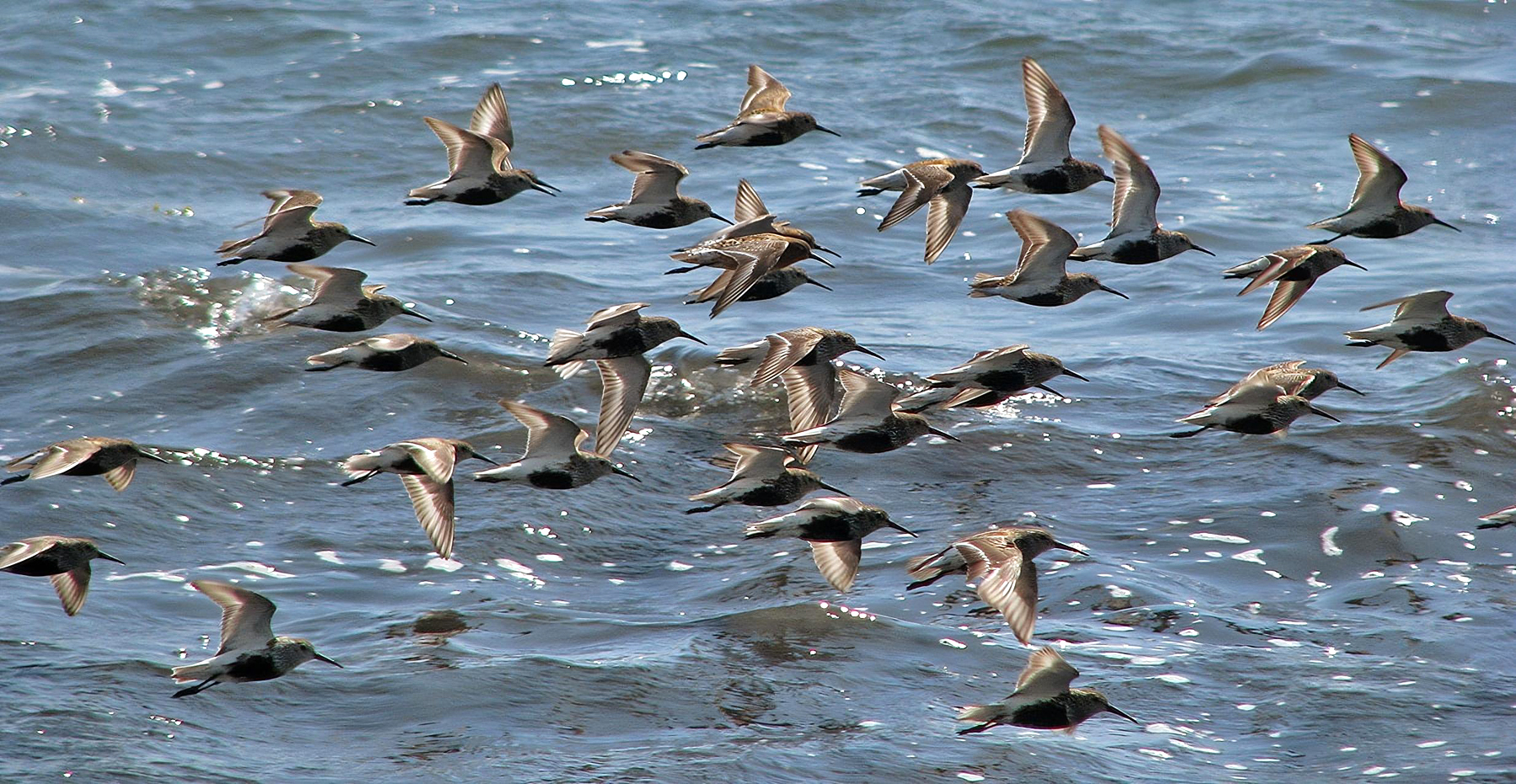
Sträckande kärrsnäppor.

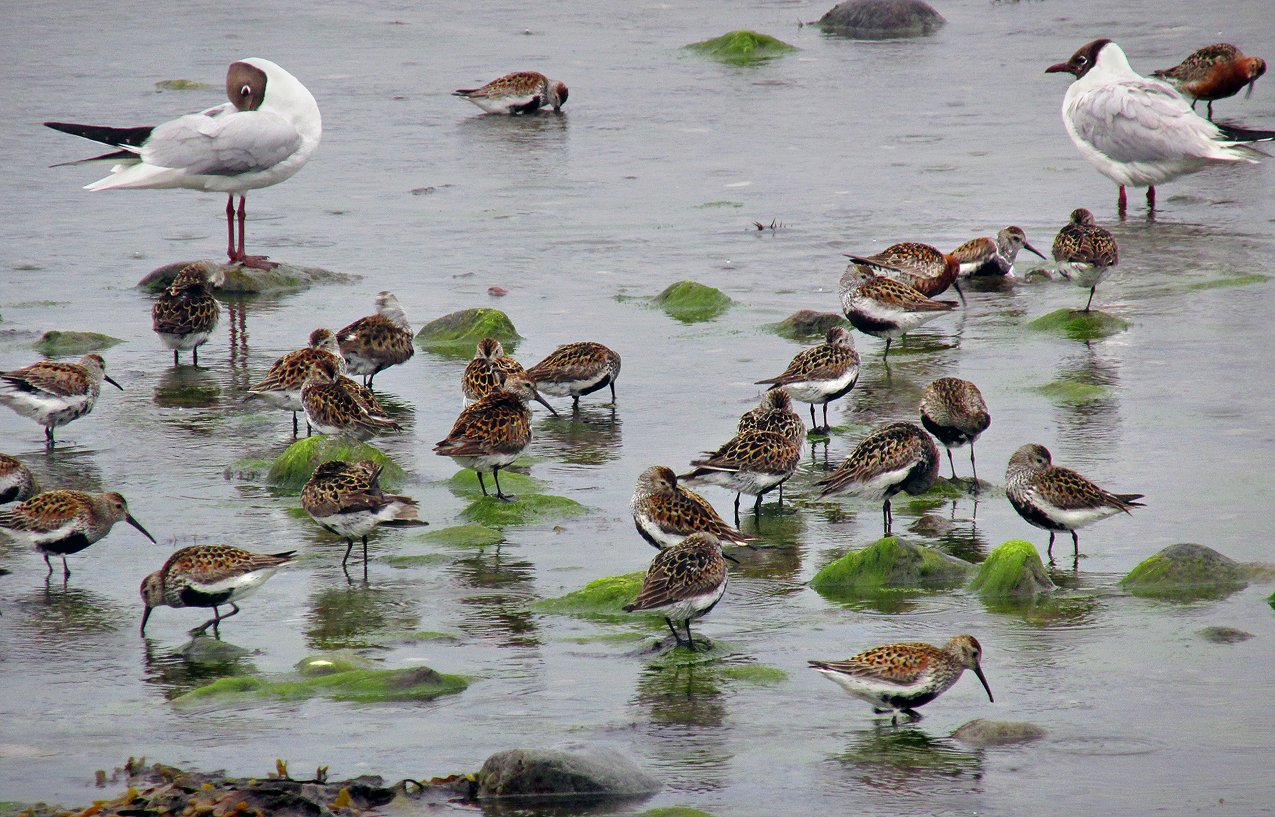
Kärrsnäppor rastar vid Världens ände i Ystad 7 juli 2015.

Kärrsnäppan är mycket sällskaplig på vintern och bildar ibland stora flockar vid stränder. Man kan också se stora grupper flyga tillsammans under flyttningen eller i vinterområdet. Kärrsnäppan livnär sig genom att plocka smådjur som insekter, maskar och blötdjur i vattenytan vid stranden. Dess näbbspets är mycket känslig vilket ger dem möjlighet att finna föda begravd i sanden som de på ett karaktäristiskt vis söker efter genom rastlöst springande uppblandat med att de sticker ned näbben i sanden.

### Häckning

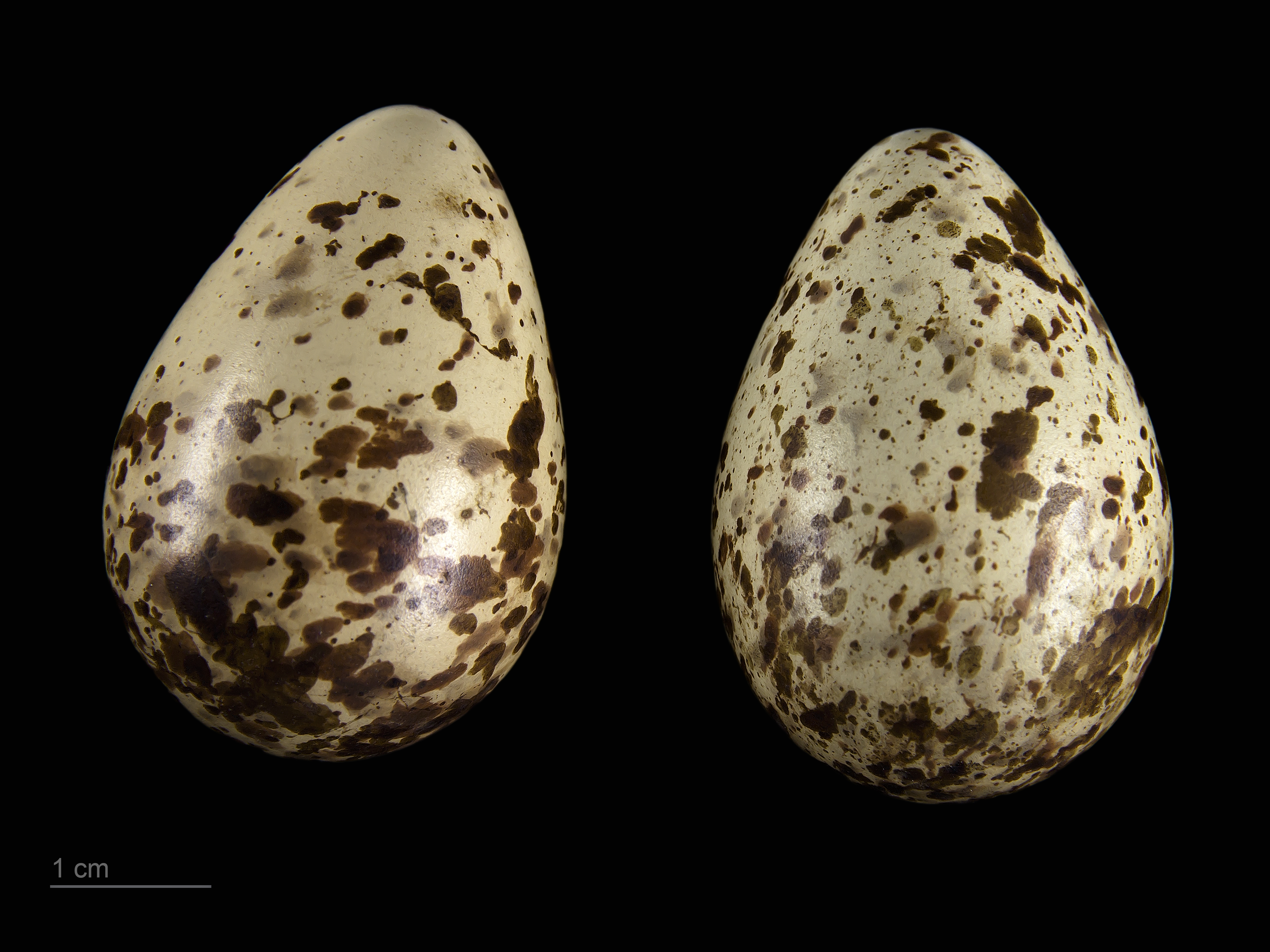
Calidris alpina alpina

Boet är en grund grop i marken, omgiven av låg växtlighet, där de oftast lägger 4 ägg. Äggen ruvas av båda föräldrarna och kläcks efter cirka tre veckor. Ungarna lämnar boet efter cirka ett dygn och blir flygfärdiga efter cirka tre veckor. Under tiden vaktas de av föräldrarna, men honan brukar överge familjen sju till tio dagar efter kläckning.

## Kärrsnäppan och människan

### Hot och status
Kärrsnäppan är en vanlig och vida spridd art, med en uppskattad världspopulation på mellan tre och sju miljoner vuxna individer. Den minskar dock i antal, så pass kraftigt att internationella naturvårdsunionen IUCN kategoriserar den sedan 2024 som nära hotad.
Populationen av sydlig kärrsnäppa (C. a. schinzii) på Island är livskraftig, med över 300 000 häckande par.[källa behövs] I övriga områden har sydlig kärrsnäppa minskat kraftigt under längre tid och består idag av maximalt 1 500-2 000 par.[källa behövs] Den "baltiska populationen" (Sverige och Östersjöländerna) omfattar inte mer än drygt 500 par.[källa behövs] och Sveriges häckningsbestånd, som består av cirka 100 individer, klassas som akut hotad.

### Namn
Kärrsnäppan har förr även kallats "föränderlig strandvipa", "sommarpytta" och "svartbröstad snäppa". Vissa av underarter benämns med trivialnamn där schinzii har det officiella namnet sydlig kärrsnäppa, tidigare även "mindre kärrsnäppa" och alpina det officiella namnet nordlig kärrsnäppa. Taxonet arctica kallas ibland "grönländsk kärrsnäppa". I fågelskådarkretsar brukar namnet ibland förkortas till kärra.